# Folignano
Folignano település Olaszországban, Marche régióban, Ascoli Piceno megyében. Lakosainak száma 8734 fő (2023. január 1.). Folignano Maltignano, Ascoli Piceno, Civitella del Tronto és Sant’Egidio alla Vibrata községekkel határos.

## Népesség
A település lakossága az elmúlt években az alábbi módon változott:
| Lakosok száma | 9261 | 9182 | 8734 |
|               | 2017 | 2018 | 2023 |